# Statutarni grad (Austrija)
Statutarni grad (njemački: Statutarstadt) je tip austrijskog kotara, on se odnosi na gradove koji imaju vlastiti 
statut (Stadt mit eigenem Statut), a njih je u 2017. godini bilo petnaest.

## Karakteristike
Statutarni gradovi imaju istu ulogu kao i kotari (izdaju vozačke dozvole, putovnice i slične dokumente) razlika se svodi na to da gradska administracija radi na dva fronta, i kao gradska ali i kao okružna vlast..
Pojedini od tih gradova su jedva nešto veći od sela, ali ih većina ima po nekoliko desetaka ili par stotinjaka tisuća stanovnika.

## Lista statutarnih gradova
| Kod | Registarska oznaka | Ime                   | Osnovan | Stanovništvo (2022.) |
| --- | ------------------ | --------------------- | ------- | -------------------- |
| 901 | W                  | Beč                   | 1850.   | 1.931.593            |
| 304 | WN                 | Bečko Novo Mjesto     | 1866.   | 47.106               |
| 601 | G                  | Graz                  | 1850.   | 292.630              |
| 701 | I                  | Innsbruck             | 1850.   | 130.585              |
| 201 | K                  | Klagenfurt            | 1850.   | 102.618              |
| 301 | KS                 | Krems an der Donau    | 1938.   | 24.921               |
| 401 | L                  | Linz                  | 1866.   | 207.247              |
| 102 | E*                 | Rušta                 | 1921.   | 1.984                |
| 501 | S                  | Salzburg              | 1869.   | 155.416              |
| 402 | SR                 | Steyr                 | 1867.   | 37.879               |
| 302 | P                  | Sveti Hipolit         | 1922.   | 56.360               |
| 202 | VI                 | Villach               | 1932.   | 60.739               |
| 303 | WY                 | Waidhofen an der Ybbs | 1868.   | 11.393               |
| 403 | WE                 | Wels                  | 1964.   | 64.071               |
| 101 | E                  | Željezno              | 1921.   | 15.240               |

* Rušta dijeli s Željeznom (njem. "Eisenstadt") istu registarsku oznaku E

## Vanjske poveznice
- Politische Bezirke (njem.)